# Ça me vexe
Pour l’article homonyme, voir Ça me vexe (chanson).
Albums de Mademoiselle K
Jamais la paix
(2008)
Ça me vexe est le premier album de Mademoiselle K, sorti le 8 août 2006. Une réédition limitée est publiée le 9 juillet 2007 contenant un DVD Live au Printemps de Bourges 2007. Le disque est certifié Disque d'or.

## Liste des titres
1. Reste là  2:01
2. Ça sent l'été  3:01
3. Ça me vexe  3:28
4. Le Cul entre deux chaises  3:18
5. Crève  3:32
6. Grimper tout là haut  4:13
7. Jalouse  3:46
8. Fringue par fringue  4:24
9. À l'ombre  3:01
10. À côté  3:17
11. Plus le cœur à ça  4:18
12. Final  6:10
13. Peur du noir  3:30
14. In English  2:58

Note: In English est une piste cachée après Final, car sur la version physique, il n'y a pas Peur du noir. Peur du noir sur l'OpenDisc, en téléchargement gratuit (il faut posséder le CD); ou sur les plateformes de téléchargement légales.

## DVD Bonus
1. Le Cul entre deux chaises
2. À l'ombre
3. Crève
4. Jalouse
5. Ça me vexe
6. Ça sent l'été
7. À côté
8. K
9. Final
10. Jalouse (clip)
11. Ça me vexe (clip)